# Ruth Leuwerik
Ruth Leuwerik ⓘ (* 23. April 1924 als Ruth Leeuwerik in Essen; † 12. Januar 2016 in München) war eine deutsche Schauspielerin. Sie war einer der großen deutschen Kinostars der 1950er Jahre und bildete mit Dieter Borsche ein populäres Leinwandpaar.

## Leben
Sie kam als Tochter des Kaufmanns Julius Martin Leeuwerik und dessen Frau Luise, geb. Sokolowski, in Essen zur Welt und besuchte dort die Viktoriaschule und in Münster das Freiherr-vom-Stein-Gymnasium. Später arbeitete sie als Stenotypistin und nahm privaten Schauspielunterricht.
Ihre ersten Engagements erhielt sie am Westfälischen Landestheater Paderborn und an den Städtischen Bühnen Münster. Von 1947 bis 1949 spielte sie am Theater Bremen und am Theater Lübeck, von 1949 bis 1953 am Deutschen Schauspielhaus in Hamburg. In der Spielzeit 1950/51 trat sie im Stück Intermezzo von Jean Giraudoux auch am Hebbel-Theater in Berlin auf. Ihre letzte Bühnenrolle spielte sie 1955 als Eurydike in dem gleichnamigen Stück von Jean Anouilh am Düsseldorfer Schauspielhaus.
Ihr Leinwanddebüt gab sie 1950 in der Filmkomödie Dreizehn unter einem Hut, in der sie an der Seite von Volker von Collande und Inge Landgut eine der Hauptrollen spielte. Sie war für eine erkrankte Kollegin eingesprungen. 1951 synchronisierte Ruth Leuwerik Maureen O’Hara in Riff-Piraten. Durch die Vermittlung eines Bekannten wurde sie Dieter Borsche vorgestellt, der ihr 1952 zu ihrer ersten großen Rolle als Filmpartnerin in der Komödie Vater braucht eine Frau verhalf. Aufgrund des Erfolgs an den Kinokassen drehten beide im Anschluss den Film Die große Versuchung, der auf einem populären Fortsetzungsroman einer deutschen Illustrierten basierte. Dank des Erfolgs beider Filme wurden Ruth Leuwerik und Dieter Borsche, die später auch in Königliche Hoheit und Königin Luise gemeinsam vor der Kamera standen, neben Sonja Ziemann/Rudolf Prack und Maria Schell/O. W. Fischer zu einem der Leinwandpaare der 1950er Jahre.
Ihren Durchbruch hatte Leuwerik 1953, als sie in vier Produktionen im Kino präsent war. Neben dem Melodrama Ein Herz spielt falsch, in dem sie erstmals mit O. W. Fischer zu sehen war, spielte sie die Hauptrolle in der Komödie Muß man sich gleich scheiden lassen?, der Literaturverfilmung Königliche Hoheit nach dem gleichnamigen Roman von Thomas Mann und der Familiensaga Geliebtes Leben, die die Entwicklung einer Frau über verschiedene Dekaden hinweg schildert. Für ihre darstellerische Leistung in diesem Film wurde sie 1954 mit dem Filmband in Silber als beste Hauptdarstellerin ausgezeichnet. Die Schauspielerin wirkte zu diesem Zeitpunkt ihrer Karriere so oft in Kostümfilmen wie Geliebtes Leben und Ludwig II mit O. W. Fischer mit, dass ihre Auftritte in Krinoline und Reifrock bald zu einer Art Markenzeichen wurden. Häufig stand sie auch für Adaptionen literarischer Stoffe wie Theodor Fontanes Effi Briest, der unter dem Titel Rosen im Herbst mit Leuwerik in der Hauptrolle verfilmt wurde, sowie in der Titelrolle von Dorothea Angermann nach dem gleichnamigen Schauspiel von Gerhart Hauptmann vor der Kamera.
Ruth Leuweriks Karriere, die Mitte der 1950er Jahre etwas an Schwung verloren hatte, erhielt dank der äußerst populären Filme Die Trapp-Familie und Die Trapp-Familie in Amerika von Wolfgang Liebeneiner um die Baronin Maria Augusta von Trapp neuen Auftrieb. Ebenfalls unter der Regie von Liebeneiner entstand das Kriegsgefangenendrama Taiga, in dem sie eine couragierte Ärztin in einem Kriegsgefangenenlager in Sibirien spielt. Ein Teil ihrer Beliebtheit gerade bei weiblichen Kinobesuchern lag wohl auch darin begründet, dass Leuwerik häufig unabhängige, beruflich erfolgreiche Frauen mit eigenen Ideen und Vorstellungen vom Leben darstellte, wie in der Komödie Die ideale Frau aus dem Jahr 1959.
Mit Beginn der 1960er Jahre begann ihre Popularität jedoch zu schwinden: In Liebling der Götter über das Leben des UFA-Stars Renate Müller wusste Leuwerik zwar schauspielerisch zu überzeugen; die ambitionierte Filmbiographie blieb jedoch, was die Einspielergebnisse anbelangt, hinter den Erwartungen zurück. Die Käutner-Verfilmung Die Rote von 1962 nach dem gleichnamigen Roman von Alfred Andersch vermochte hingegen weder Kritiker noch Publikum zu begeistern. Nach der Neuverfilmung Das Haus in Montevideo an der Seite von Heinz Rühmann zog sich Leuwerik 1963 für mehrere Jahre von der Leinwand zurück. Sie trat jedoch gelegentlich in Fernsehproduktionen auf, etwa in Franz Peter Wirths Fernsehmehrteiler Die Buddenbrooks, in dem sie die Konsulin Betsy Buddenbrook verkörperte. 1978 wurde sie für ihr langjähriges und hervorragendes Wirken im deutschen Film mit dem Filmband in Gold geehrt.
Anlässlich ihres 80. Geburtstags im Jahr 2004 widmete ihr das Filmmuseum Berlin eine große Werkschau unter dem Titel Die ideale Frau – Ruth Leuwerik und das Kino der fünfziger Jahre. Ihr Werk wurde dabei folgendermaßen gewürdigt:

„In ihren Filmrollen verstand sie es, gegen alte Stereotypen ein modernes Selbstverständnis zu verkörpern – anders als es das weit verbreitete Vorurteil über ‚Opas Kino‘ der Ära Adenauer will.“

1949 war Ruth Leuwerik kurze Zeit mit dem Schauspieler Herbert Fleischmann verheiratet und von 1965 bis 1967 mit dem Sänger Dietrich Fischer-Dieskau. Bis zu ihrem Tod lebte sie mit ihrem dritten Ehemann, dem Augenarzt Heinz Purper (1920–2016), zurückgezogen in München-Nymphenburg (Zuccalistraße 31).

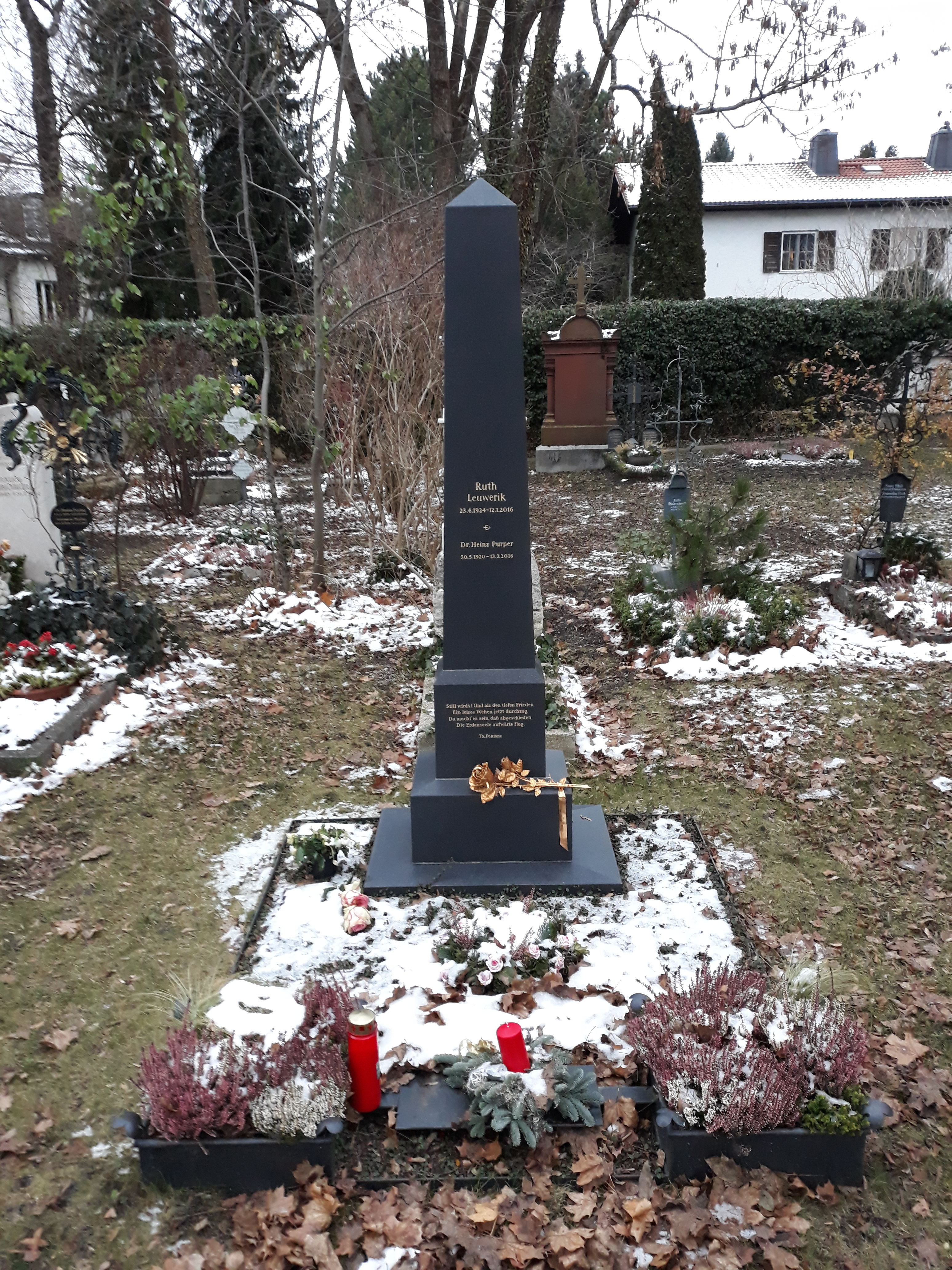
Grab Ruth Leuwerik und Ehemann Heinz Purper, Friedhof Nymphenburg, München

Dort starb sie am 12. Januar 2016 im Alter von 91 Jahren. An der Trauerfeier in der evangelischen Stephanus-Kirche in Nymphenburg nahmen neben der Familie auch der Schauspieler Rolf Kuhsiek, der Kulturreferent Hans-Georg Küppers und Thomas Goppel teil. Sie fand ihre letzte Ruhestätte auf dem Nymphenburger Friedhof im Münchener Stadtbezirk Neuhausen-Nymphenburg.

## Filmografie
- 1950: Dreizehn unter einem Hut
- 1952: Vater braucht eine Frau
- 1952: Die große Versuchung
- 1953: Ein Herz spielt falsch
- 1953: Muß man sich gleich scheiden lassen?
- 1953: Geliebtes Leben
- 1953: Königliche Hoheit
- 1954: Bildnis einer Unbekannten
- 1955: Ludwig II.
- 1955: Geliebte Feindin
- 1955: Rosen im Herbst
- 1956: Die goldene Brücke
- 1956: Die Trapp-Familie
- 1957: Königin Luise
- 1957: Auf Wiedersehen, Franziska!
- 1957: Immer wenn der Tag beginnt
- 1958: Taiga
- 1958: Die Trapp-Familie in Amerika
- 1959: Dorothea Angermann
- 1959: Die ideale Frau
- 1959: Ein Tag, der nie zu Ende geht
- 1960: Auf Engel schießt man nicht
- 1960: Liebling der Götter
- 1960: Eine Frau fürs ganze Leben
- 1961: Die Stunde, die du glücklich bist
- 1961: Der Traum von Lieschen Müller (Cameoauftritt)
- 1962: Die Rote
- 1963: Elf Jahre und ein Tag
- 1963: Das Haus in Montevideo
- 1963: Ein Alibi zerbricht
- 1970: Und Jimmy ging zum Regenbogen
- 1977: Unordnung und frühes Leid

## Fernsehen

### Auftritte als Schauspielerin
- 1963: Hedda Gabler
- 1965: Ninotschka
- 1970: Das weite Land
- 1974: Der Kommissar (Krimiserie, Folge Der Segelbootmord)
- 1976: Meine beste Freundin
- 1978: Derrick (Krimiserie, Folge Ein Hinterhalt)
- 1979: Die Buddenbrooks (11-teilige Fernsehserie)
- 1980: Kaninchen im Hut und andere Geschichten mit Martin Held
- 1983: Derrick (Folge Der Täter schickte Blumen)

### Weitere Fernseharbeiten
- 1955: Was bin ich? (Fernsehserie, als Ehrengast)
- 1965: Ruth Leuwerik (Dokumentation)
- 1969: Stars in der Manege (Mitwirkende im Zirkus Krone)
- 1975: Der große Preis (Fernsehspielshow – als Losfee)
- 1976: Dalli Dalli (Fernsehspielshow – als Kandidatin)
- 1981: Bitte umblättern (Dokumentation innerhalb des Magazins)
- 1997: Denk ich an Deutschland … – Das Wispern im Berg der Dinge (Dokumentation)
- 2005: Filmlegenden. Deutsch (Dokumentation)
- 2008: Heimat – Deine Filme: Der Traum vom Paradies (Dokumentation)
- 2009: Ruth Leuwerik erzählt (Kurzdokumentation)

## Theaterauftritte
- 1942/43 (Westfälisches Landestheater Paderborn)
  - Das blinde Herz (als „Prinzessin Charlotte“)
  - Der zerbrochene Krug
  - Die große Nummer
  - Der blaue Heinrich
  - Zwischen Stuttgart und München
  - Meine Nichte – Deine Nichte
- 1943/44 (Städtische Bühnen Münster)
  - Spuren im Schee
  - Geographie und Liebe
  - Das Konzert
  - Der Freier
  - Ingeborg
  - Der Raub der Sabinerinnen
  - Mit meinen Augen
- 1945/46 (Städtische Bühnen Münster)
  - Was ihr wollt
  - Der Mann mit den grauen Schläfen (als „Sabine“)
  - Das Glas Wasser (als „Abigail“)
  - Urfaust (als „Gretchen“)
  - Quartett (als „Marianne“)
- 1946/47 (Städtische Bühnen Münster)
  - Ein Sommernachtstraum (als „Titania“)
  - Eurydike (als „Eurydike“)
  - Nathan der Weise (als „Recha“)
  - Das Abgründige in Herrn Gerstenberg (als „Lieschen Meiners“)
  - Jedermann (als „Gute Werke“)
- 1947/48 (Bremer Kammerspiele)
  - Ein Strich geht durchs Zimmer (als „Ljudmilja“)
  - Robinsons Abenteuer (als „Muschi (Affenkind)“)
  - Die Stadt ist voller Geheimnisse (als „Junges Mädchen“)
  - Philine (als „Philine“)
  - Eine kleine Stadt (als „Emely Webb“)
  - Der Lügner (als „Colombina“)
- 1948/49 (Bühnen der Hansestadt Lübeck)
  - Das Lied der Taube (als „Sally Middleton“)
  - Das Grab des unbekannten Soldaten (als „Aude“)
  - Der Lügner und die Nonne (als „Angela“)
  - Der Herr im Haus (als „Mary Skinner“)
- 1948/49 (Deutsches Schauspielhaus Hamburg)
  - Ballade vom Eulenspiegel, vom Federle und von der dicken Pompanne (als „Federle“)
  - Faust I. (als „Gretchen“)
  - Improvisation im Juni (als „Olga“)
- 1949/50 (Deutsches Schauspielhaus Hamburg)
  - Mädchen in Uniform (als „Manuela von Meinhardis“)
  - Montserrat (als „Eléna“)
  - Romanze im Schloß (als „Jeanette Martini“)
  - Der gläserne Storch oder Es hat alles sein Gutes (als „Prinzessin Jaschma“)
  - Die Irre von Chaillot (als „Irma“)
  - Medea (als „Kreusa“)
  - Was ihr wollt (als „Viola“)
- 1950/51 (Deutsches Schauspielhaus Hamburg)
  - Intermezzo (als „Isabelle“)
  - Der Hauptmann von Köpenick (als „krankes Mädchen“)
- 1950/51 (Hebbel-Theater Berlin)
  - Intermezzo (als „Isabelle“)
  - Dantons Tod (als "Lucile)
- 1951/52 (Deutsches Schauspielhaus Hamburg)
  - Vor Sonnenuntergang (als „Inke Peters“)
  - König Lear (als „Cordelia“)
  - Der Teufel und der liebe Gott (als „Frau“)
  - Das nackte Leben (als „Fanny“)
  - Die Liebe unter den vier Obersten (als „Gute Fee“)
- 1952/53 (Deutsches Schauspielhaus Hamburg)
  - Und Pippa tanzt (als „Pippa“)
  - Wie es euch gefällt (als „Rosalinde“)
- 1955 (Deutsches Schauspielhaus Düsseldorf)
  - Eurydike (als „Eurydike“)

## Hörspiele
Quelle:
- 1948  Die Überfahrt
- 1948  Die große Katharina
- 1948  Winterballade
- 1948 Schießbudenfiguren
- 1948  Ein Don Juan
- 1948  Oberst Charbert
- 1949  Faust I
- 1949  Nach Damaskus
- 1950  Der Tote
- 1950  Götter, Gräber und Gelehrte
- 1950  Der späte Kunde
- 1950  Die Todestrommel
- 1951  Emilia Galotti
- 1952  Unser Gartenzimmer
- 1952  Das Genie von Vinci
- 1952  Zwischen Start und Ziel
- 1953  Eine Träne des Teufels
- 1975  Cécile (Teil 1)
- 1975  Cécile (Teil 2)

## Auszeichnungen und Ehrungen

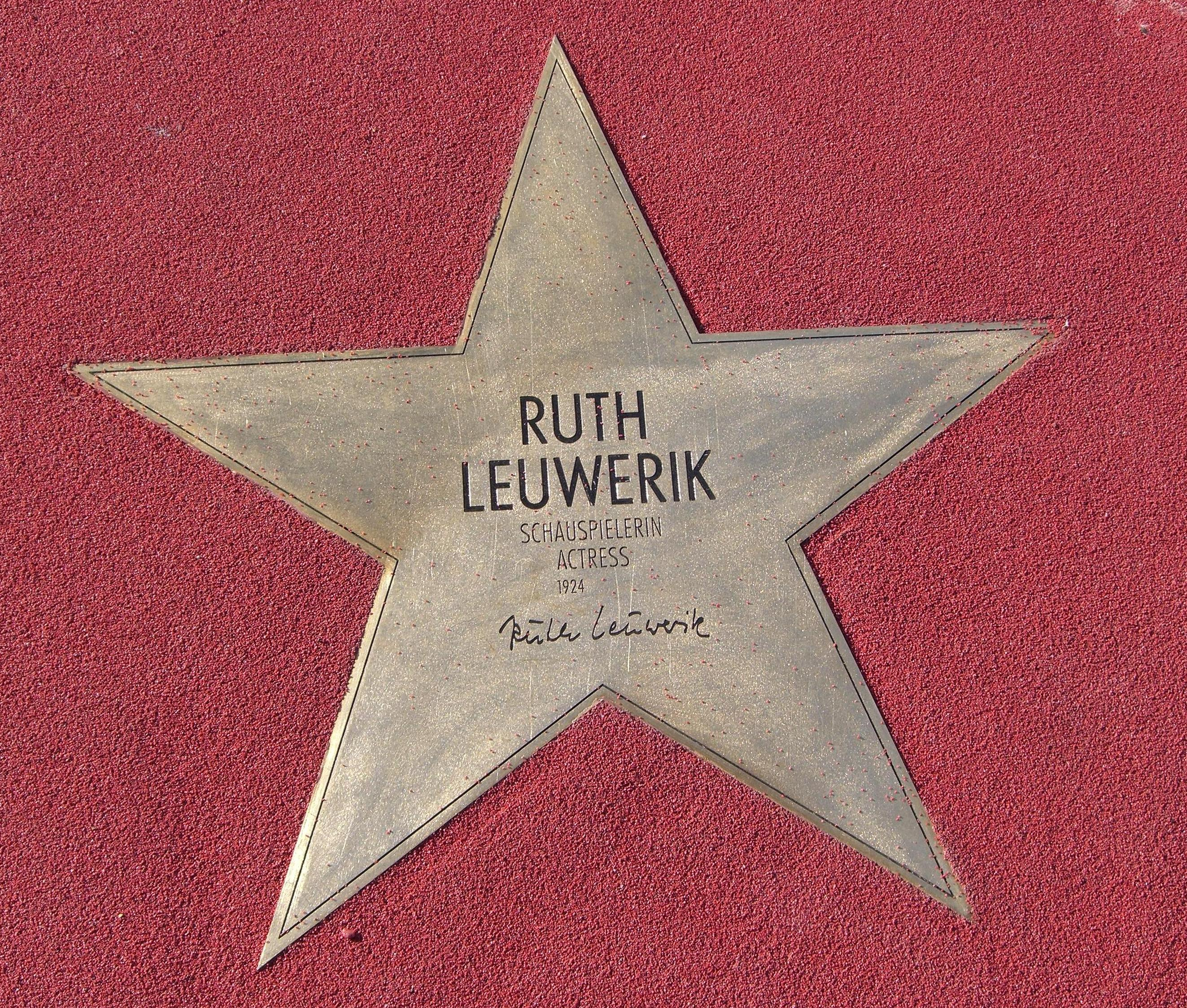
Stern von Ruth Leuwerik auf dem Boulevard der Stars in Berlin

- 1953: Bambi – Schauspielerin deutsch (gemeinsam mit Maria Schell)
- 1954: Filmband in Silber (Beste Hauptdarstellerin) für Geliebtes Leben
- 1956: Mitgliedschaft der Akademie der Darstellenden Künste Hamburg
- 1958: Golden Gate Award der Internationalen Filmfestspiele San Francisco für Taiga
- 1958: Preis des Bundes der Heimatvertriebenen für Taiga
- 1958: Bravo Otto in Gold und in Bronze
- 1959: Bravo Otto in Gold
- 1959–1962: Bambi – Schauspielerin deutsch
- 1960: Bravo Otto in Silber
- 1961: Blue Ribbon Award für Die Trapp Familie
- 1961/62: Bravo Otto in Gold
- 1963: Bravo Otto in Silber
- 1974: Verdienstkreuz 1. Klasse des Verdienstordens der Bundesrepublik Deutschland
- 1978: Filmband in Gold für langjähriges und hervorragendes Wirken im deutschen Film
- 1978: Bayerischer Verdienstorden
- 1980: Großes Verdienstkreuz der Bundesrepublik Deutschland
- 1991: Bayerischer Filmpreis (Ehrenpreis)
- 2000: DIVA-Award
- 2004: Medaille München leuchtet in Gold
- 2010: Stern auf dem Boulevard der Stars in Berlin
- 2020: Im September 2020 hat der Münchner Stadtrat, zu Ehren Leuweriks, die Benennung einer Ruth-Leuwerik-Straße in München beschlossen.[9]